# DDR-Eishockeymeisterschaft 1951
Die DDR-Eishockeymeisterschaft 1951 wurde noch im Jahre 1950 vom 30. November bis 17. Dezember ausgetragen. In drei Punktspielrunden innerhalb der neu geschaffenen DS-Eishockey-Oberliga trafen in der neu erbauten Ost-Berliner Werner-Seelenbinder-Halle die vier bestplatzierten Teilnehmer der Wintersportmeisterschaft vom Februar 1950 aufeinander. Die Meisterschaften sollten noch vor Weihnachten abgeschlossen sein, damit die Halle für Radsportveranstaltungen im Januar genutzt werden konnte. Staffelsieger der Oberliga und damit DDR-Meister wurde die BSG Ostglas Weißwasser, die ihren ersten Titelgewinn ohne Punktverlust feiern konnte. Tausende Zuschauer sahen die Spiele, für die Eintrittskarten zum Preis von 1,- bis 4,- DM verkauft wurden.

## Meistermannschaft
| BSG Ostglas Weißwasser | Hans Mack, Günter Lehnigk, Heinz Lachmann, Paul Mann, Herbert Schindler, Herbert Tschätsch, Siegfried Mann, Wolfgang Blümel, Willi Herrmann, Kurt Stürmer, Wolfgang Nickel, Günter Schischefski, Klaus Radtke Ersatz: Gerhard Tschernik, Fritz Dutschke, Walter Priwratzki (2. Torhüter) |

## Liga

### Tabelle
| Pl. | Mannschaft                             | Sp. | S | U | N | Tore  | Punkte |
| --- | -------------------------------------- | --- | - | - | - | ----- | ------ |
| 1.  | BSG Ostglas Weißwasser 1               | 6   | 6 | 0 | 0 | 33:15 | 12:0   |
| 2.  | SG Frankenhausen (M)                   | 6   | 3 | 1 | 2 | 38:22 | 07:05  |
| 3.  | BSG Textil Pleißengrund Crimmitschau 2 | 6   | 2 | 0 | 4 | 28:43 | 04:08  |
| 4.  | BSG Empor Berlin                       | 6   | 0 | 1 | 5 | 19:38 | 01:11  |

### Spiele
1. Runde
Die Spiele der ersten Runde fanden am Donnerstag und Freitag im Rahmen der Feier „Zwei Jahre demokratischer Magistrat“ statt. Die vier Veranstaltungen wurden vom Schaulaufen der besten Eiskunstlauf-Klasse und Rundenrennen der Eisschnellläufer umrahmt.
| 30. November 1950 15:00 Uhr | BSG Ostglas Weißwasser | 8:3 (2:1, 5:0, 1:2) | BSG Textil Pleißengrund Crimmitschau | Werner-Seelenbinder-Halle, Berlin |

| 30. November 1950 20:00 Uhr | BSG Empor Berlin | 4:8 (0:3, 2:2, 2:3) | SG Frankenhausen | Werner-Seelenbinder-Halle, Berlin |

| 1. Dezember 1950 15:00 Uhr | BSG Textil Pleißengrund Crimmitschau Grimm (3) Limmer (2) Schön | 6:4 (2:3, 2:1, 2:0) Spielbericht | BSG Empor Berlin Koßmann (2) Heyer Mickley | Werner-Seelenbinder-Halle, Berlin |

| 1. Dezember 1950 20:00 Uhr | SG Frankenhausen ? Heinicke | 2:4 (1:2, 1:1, 0:1) Spielbericht | BSG Ostglas Weißwasser ? Blümel Lachmann Blümel | Werner-Seelenbinder-Halle, Berlin |

2. Runde
| 9. Dezember 1950 15:00 Uhr | SG Frankenhausen | 11:4 (-:-, -:-, -:-) | BSG Textil Pleißengrund Crimmitschau | Werner-Seelenbinder-Halle, Berlin |

| 9. Dezember 1950 20:00 Uhr | BSG Ostglas Weißwasser | 6:2 (-:-, -:-, 4:2) | BSG Empor Berlin | Werner-Seelenbinder-Halle, Berlin |

| 10. Dezember 1950 15:00 Uhr | BSG Ostglas Weißwasser | 6:2 (1:0, 2:1, 3:1) | BSG Textil Pleißengrund Crimmitschau | Werner-Seelenbinder-Halle, Berlin |

| 10. Dezember 1950 20:00 Uhr | BSG Empor Berlin | 3:3 (3:1, 0:1, 0:1) | SG Frankenhausen | Werner-Seelenbinder-Halle, Berlin Zuschauer: 5.000 |

3. Runde
| 16. Dezember 1950 15:00 Uhr | BSG Textil Pleißengrund Crimmitschau | 10:3 (-:-, -:-, -:-) | BSG Empor Berlin | Werner-Seelenbinder-Halle, Berlin |

| 16. Dezember 1950 20:00 Uhr | BSG Ostglas Weißwasser | 4:3 (3:2, 1:1, 0:0) | SG Frankenhausen | Werner-Seelenbinder-Halle, Berlin |

| 17. Dezember 1950 15:00 Uhr | SG Frankenhausen Siegfried Speck (3) | 11:3 (3:2, 3:0,5:1) | BSG Textil Pleißengrund Crimmitschau | Werner-Seelenbinder-Halle, Berlin |

| 17. Dezember 1950 20:00 Uhr | BSG Empor Berlin | 3:5 (0:1, 1:1, 2:3) | BSG Ostglas Weißwasser | Werner-Seelenbinder-Halle, Berlin |

## Aufstiegsturnier zur Liga 1951/52
Für die kommende Spielzeit wurde die Aufstockung des Teilnehmerfeldes auf sechs Mannschaften beschlossen. Neben den gesetzten vier Liga-Teams der diesjährigen Saison sollte am 3. und 4. Oktober 1951 ein Turnier zwischen den Landesmeistern Thüringens, Sachsen-Anhalts, Sachsens und dem Vertreter Ostberlins über die Vergabe der übrigen zwei Plätze entscheiden. In Brandenburg und Mecklenburg fanden unverändert keine Meisterschaften statt. Nachdem mit der BSG Chemie Granschütz und der BSG Fortschritt Apolda die Landesmeister Sachsen-Anhalts und Thüringens nicht antraten, bekamen die Mannschaften aus Berlin (SG DVP Berlin) und Sachsen (BSG Einheit Dresden Süd) kampflos die beiden zu vergebenden Liga-Plätze zugesprochen. Der Mannschaft von Apolda wurde später aber doch die Teilnahme an der Liga ermöglicht, so dass mit sieben Mannschaften gespielt wurde. Zuvor spielten die zwei Berliner Mannschaften in einem Ausscheidungsspiel um die Teilnahmeberechtigung an der Aufstiegsrunde zur DS-Liga gegeneinander den Vertreter Berlins aus.
| 8. Juni 1951 19:30 Uhr | Einheit Berliner Bär | 6:2 (1:0, 2:2, 3:0) Spielbericht | VP Berlin | Werner-Seelenbinder-Halle, Berlin |